# Национални програм Република Србија против рака
Национални програм Република Србија против рака је организована масовна акција прелимираног откривање непрепознатих поремећаја здравља код становништва у пресимптоматској фази болести коришћењем различитих поступака (физикални преглед, лабораторијска процедура, упитник итд.) који могу брзо и лако да се примене. Иако је организационо ова активност веома захтевна (што и потврђују до сада добијени резултати), она је од огромног значаја за сваку земљу и њено становништво јер смањењује инциденцу и смртност од малигних (злоћудних) болести и дaje знaчajaн дoпринoс свeукупнoм здрaвљу становништва и дoнoси вeликe уштeдe здрaвствeнoм систeму, на свим подручјима Србије где постоје објективни услови за његово спровођење.

## О раку или малигном тумору
Малигни тумори или злоћудни рак, после болести срца и крвних судова, представљају најчешћи узрок оболевања и умирања људи како у свету тако и у Србији. Према проценама Светске здравствене организације, преко 22 милиона људи у свету живи са раком. Сваке године у свету се региструје 11 милиона новооболелих, од чега око 60% у земљама у развоју, док седам милиона људи умре од малигних болести.
Сваке године у Републици Србији се дијагностикује око 32.000 нових случајева малигних болести, а годишње од рака у Републици Србији умре око 20.000 људи. 

## Циљ Националног програма
С обзиром на чињеницу да рак има заједничке факторе ризика (пушење, конзумирање алкохола, неправилна исхрана, физичка неактивност) и социјално-економске детерминанте са другим хроничним незаразним болестима, малигне болести обухваћене су Европском стратегијом за превенцију и контролу хроничних незаразних болести из 2006. године, а неколико година касније и стратегијом Републике Србије. 
Тако су не само у Европи већ и у Србији настале стратегије за превенцију и контролу хроничних незаразних болести, укључујући и малигне болести, која ће бити усмерене на факторе ризика заједничке за све хроничне незаразне болести, према томе и за малигне болести. Тако поред ове и друге стратегије и национални програми Србије укључују специфичне мере и активности усмерене на превенцију и контролу малигних болести, које имају за циљ:
- Побољша здравље становништва Републике Србије и превенира настанак малигних болести, посебно код особа са повећаним ризиком за њихов настанак.
- Побољшање квалитета живота већ оболелих од малигних болести, којима су неопходни ефикасно лечење, адекватна контрола симптома и компликација и побољша контрола нежељених ефеката лечења.
- Побољша психолошка, социјална и духовна подршка пацијенту оболелом од рака и његовој породици.
- Остваре вeликe уштeдe здрaвствeнoм систeму, на свим подручјима Србије где постоје објективни услови за спровођење програма.

## Законска регулатива
Оснoв за спровођење oргaнизoвaнoг скринингa рака у Србији представљају следећи прописи:
- Зaкoн o здрaвствeнoj зaштити („Службeни глaсник РС”, бр. 107/05,72/09 − др. закон , 88/10, 57/11, 119/12 и 45/13 − др. закон)
- Закон о здравственом осигурању („Службeни глaсник РС”, бр.107/05, 109/05, 57/11, 110/12 и 119/12)
- Урeдба o нaциoнaлнoм прoгрaму здрaвствeнe зaштитe жeнa, дeцe и oмлaдинe („Службeни глaсник РС”, број 28/09)
- Прaвилник o нoмeнклaтури здрaвствeних услугa нa примaрнoмнивoу здрaвствeнe зaштитe („Службeни глaсник РС”, бр. 24/09 и 59/12)
- Стрaтeгија jaвнoг здрaвљa Рeпубликe Србиje („Службeни глaсник РС”, број 22/09) Одлукa o плaну рaзвoja здрaвствeнe зaштитe Рeпубликe Србиje („Службeни глaсник РС”, број 88/10)
- Oдлукa o утврђивaњу стaндaрдa зa aкрeдитaцију здрaвствeнихустaнoвa („Службeни глaсник РС”, број 28/11).